# Carl Fieger
Carl Fieger (* 15. Juni 1893 in Mainz; † 21. November 1960 in Dessau) war ein deutscher Architekt.

## Leben
Fieger wurde an der Baugewerk- und Kunstgewerbeschule in Mainz ausgebildet, wo er Hochbau und Innenarchitektur studierte. Zwischen 1911 und 1921, unterbrochen durch den Ersten Weltkrieg, arbeitete er im Atelier von Peter Behrens in Berlin, in dem einige später berühmt gewordene Architekten arbeiteten, so auch Ludwig Mies van der Rohe und Le Corbusier. Während dieser Zeit lernte er dort Walter Gropius kennen und wurde dessen langjähriger Mitarbeiter.

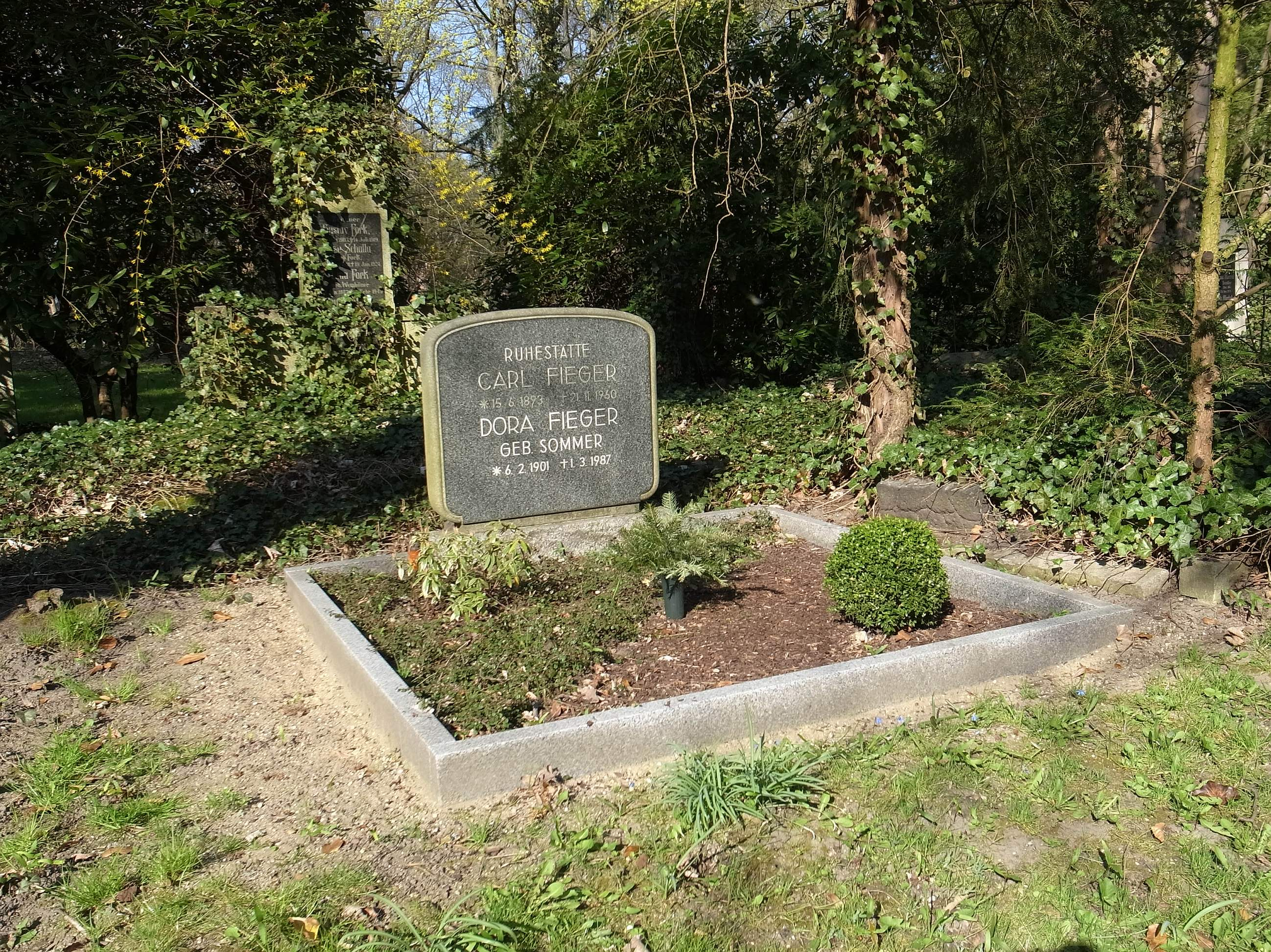
Ruhestätte in Dessau

In den Jahren 1921 bis 1934 war Fieger für Walter Gropius in Weimar, Dessau und Berlin tätig. Er war Entwurfszeichner im privaten Baubüro von Gropius und einer seiner engsten Mitarbeiter. Dort kam er mit dem Bauhaus in Berührung und ging 1925 mit Gropius und dem Bauhaus nach Dessau, wo er seine bekanntesten Werke baute, die Gaststätte „Kornhaus“ und sein eigenes Wohnhaus.
Ab 1927 nahm er seine Tätigkeit als Architekturzeichner am Bauhaus auf und folgte drei Jahre später Gropius nach Berlin, wo ihm jedoch nach der Machtübernahme durch die Nationalsozialisten die Mitgliedschaft in der Reichskulturkammer (bzw. Reichskammer der bildenden Künste) verwehrt wurde, was einem Berufsverbot gleichkam. So konnte er lediglich für befreundete Architekten entwerfen. Etwa wirkte er am Bau des Olympischen Dorfes anlässlich der Olympischen Spiele in Berlin mit. Die Jahre 1934 bis 1945 verbrachte er in Berlin, danach lebte er wieder in Dessau.
Seine im Bauhaus gesammelten Erfahrungen setzte er als wissenschaftlicher Mitarbeiter der Deutschen Bauakademie Berlin (Ost) um. So kam es, dass Carl Fieger 1953 den ersten Plattenbau der DDR in Berlin baute. Dabei war die Platte von außen als solche nicht erkennbar, da sich ihre Konstruktion hinter einer traditionellen Fassade verbirgt.
Eine schwere Erkrankung zwang ihn zum Ausscheiden aus dem Berufsleben. Carl Fieger starb 1960 in Dessau und ist auf dem dortigen Friedhof III bestattet.

## Lehrtätigkeit
Ab 1927 war er nebenamtlich Lehrer in der Bauabteilung des Bauhauses.

## Aufbautätigkeit
Nach dem Krieg arbeitete Fieger bis zum Jahr 1952 als Stadtbaurat in Dessau. Bei der Wiederbelebung des Bauhauses durch Hubert Hoffmann wirkte er mit. Anschließend war er Mitarbeiter an der Bauakademie der DDR in Berlin (Ost).

## Bauten und Entwürfe

### Architektur

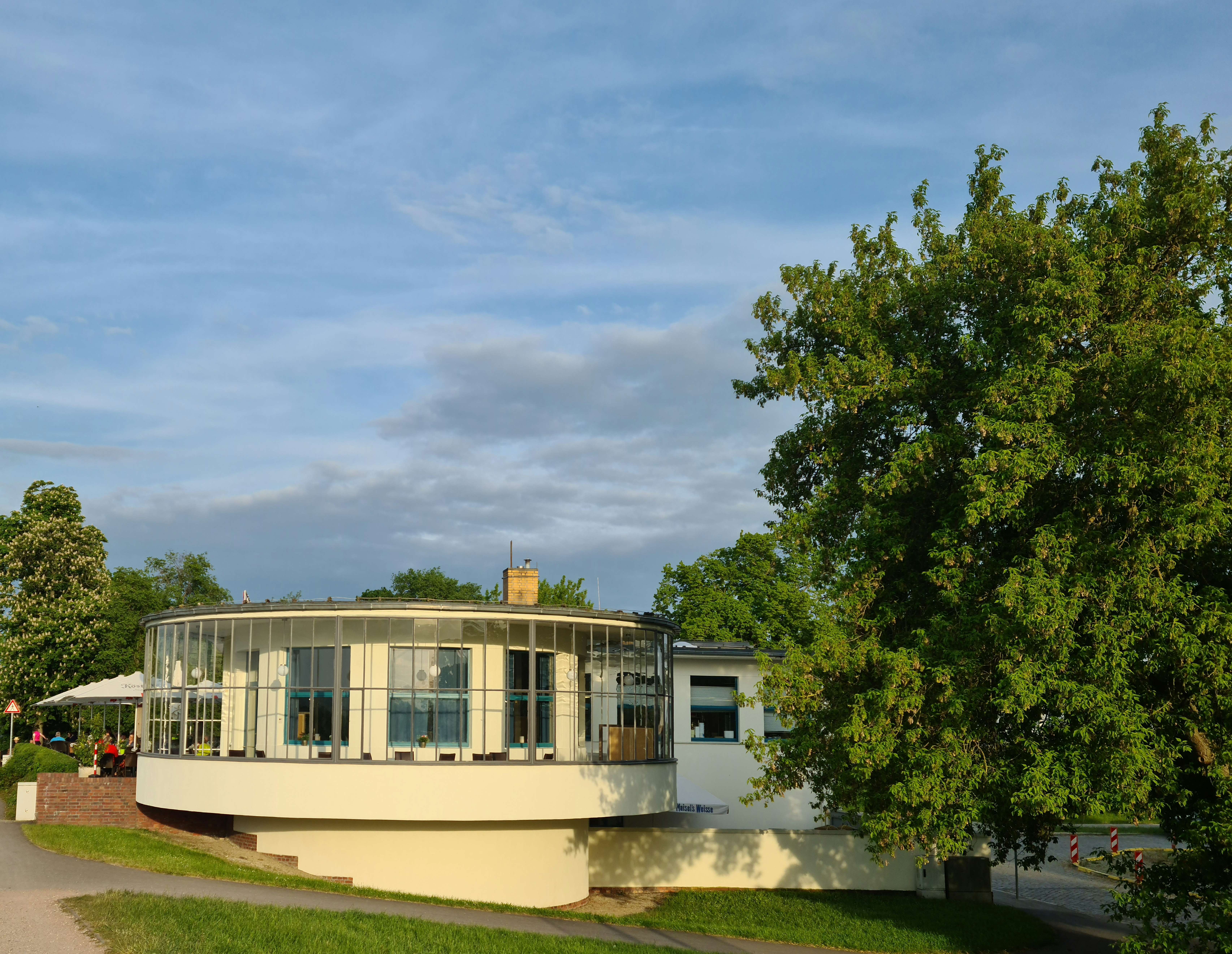
Das Kornhaus in Dessau

- 1926–1927: eigenes Wohnhaus in Dessau-Törten (später verändert)

Zweigeschossige Minimalwohnung; das Haus ist der einzige umgesetzte Entwurf von Carl Fieger aus einer Reihe von Plänen für Kleinhäuser, die in rationeller Bauweise mit wandlungsfähigen Räumen entstehen sollten.
- 1929–1930: Ausflugsgaststätte „Kornhaus“ in Dessau, an der Elbe (gemeinsam mit Hermann Baethe)

und als Mitarbeiter von Walter Gropius:
- 1925–1926: Bauhaus in Dessau
- 1925–1926: Wohnhäuser der Bauhaus-Meister („Meisterhäuser“ oder „Meistersiedlung“) in Dessau
- 1926–1928 (in drei Bauabschnitten): „Siedlung Törten“ (Bauhaus-Siedlung) in Dessau-Törten
- 1928–1929: Arbeitsamt Dessau (heute Straßenverkehrsamt)
- 1953 erster Plattenbau der DDR in Berlin-Johannisthal (Als Kollektiv Bauer)

### Stuhlentwurf und Gartengestaltung

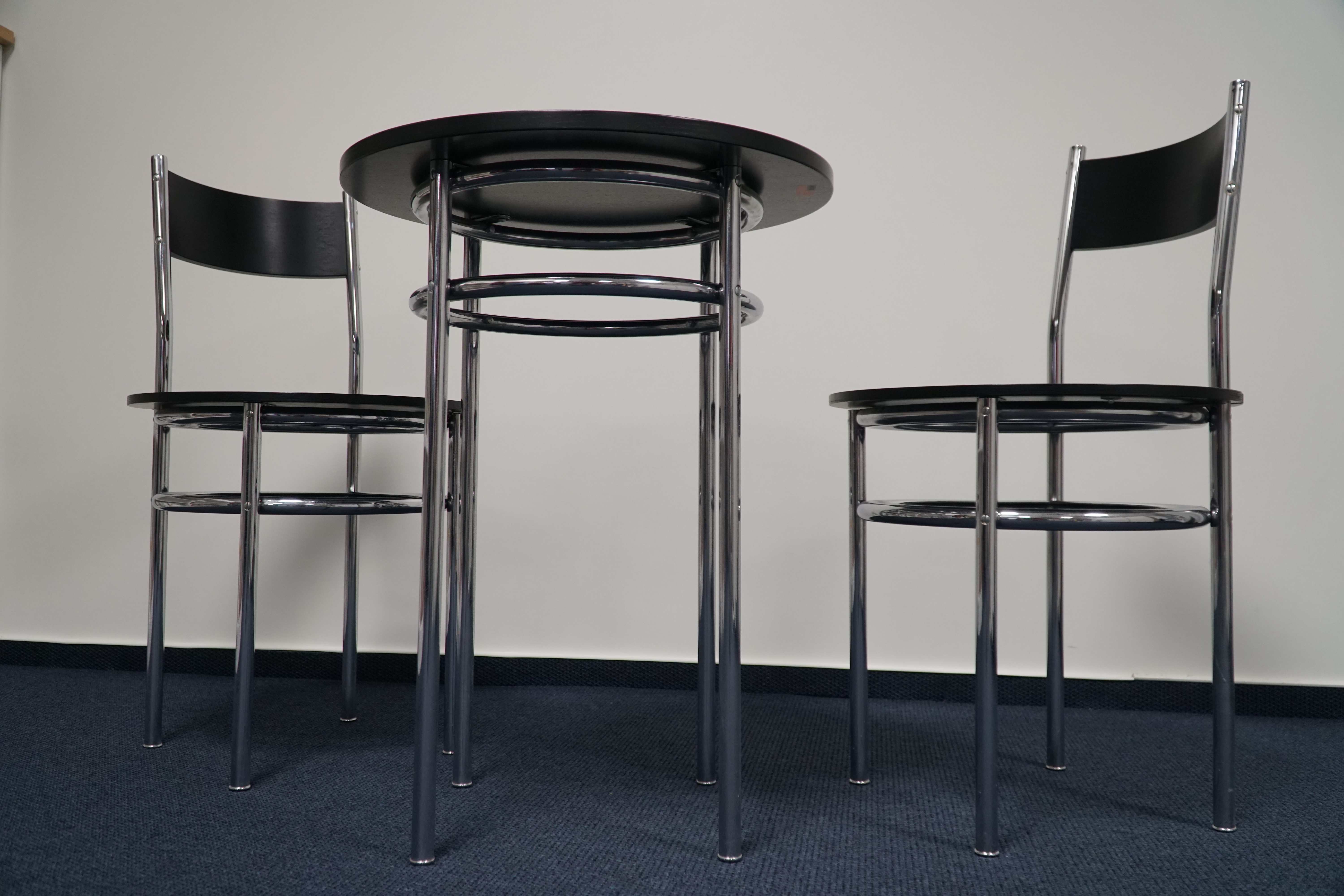
Fieger-Stuhl mit Tischentwurf von L.&C. Arnold Stendal, 1928

- „Fieger-Stuhl“

Zwei kreisförmige Stahlrohrringe und vier Stahlrohrstangen bilden das Gestell, während Sitz und Rückenlehne aus minimal geformten Buche-Holzteilen bestehen.
- Gärten des Bauhauses in Dessau